# 中非共和國地理

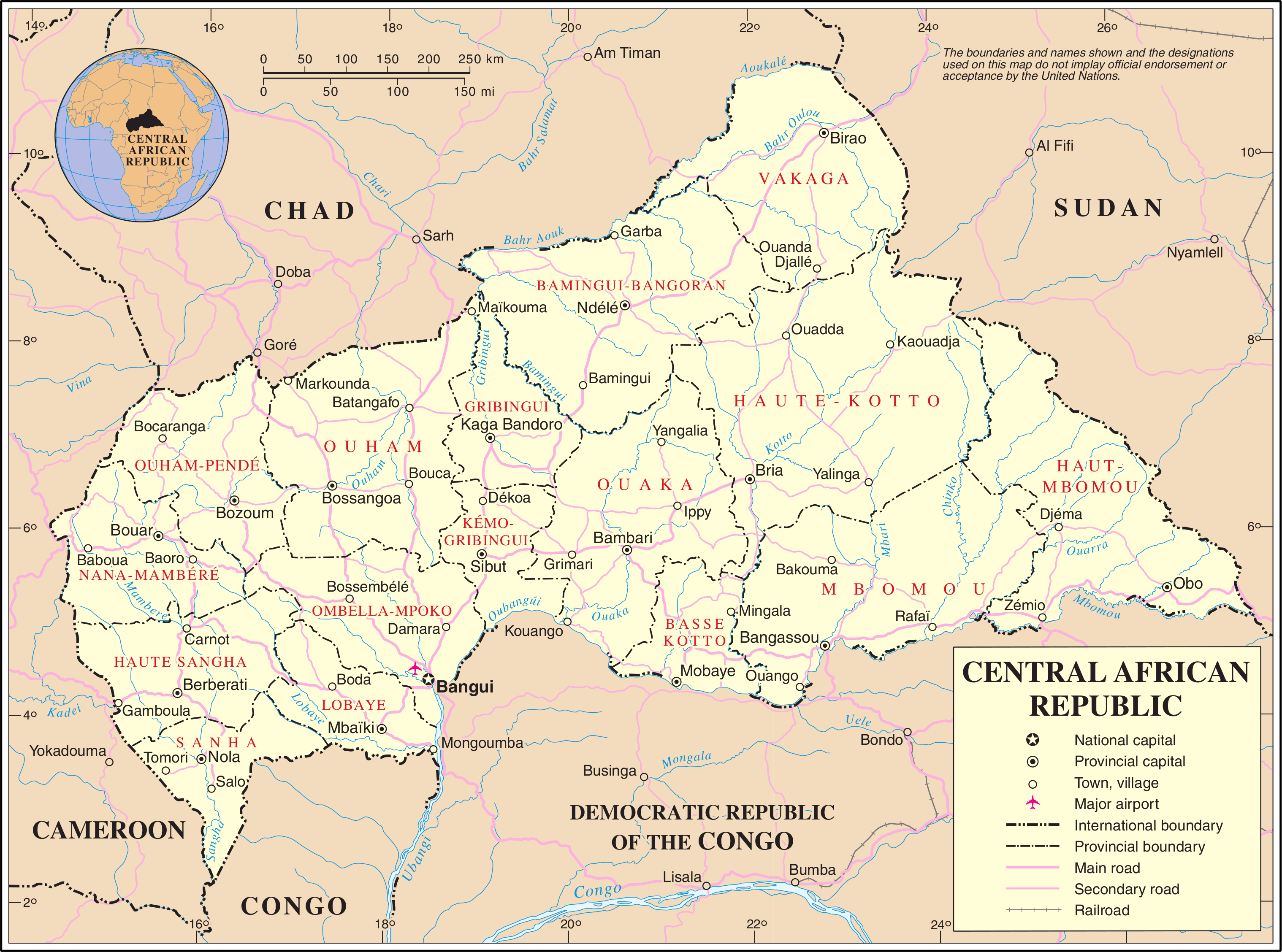
中非共和國地圖

中非共和國是一個位於非洲中部的內陸國，和喀麥隆、乍得、蘇丹、南蘇丹、剛果民主共和國、剛果共和國接壤。中非共和國大部分地區地形平坦，但東北部和西北部地區有山地地形。中非共和國的國土面積622,984平方（240,535平方英里），是世界面積第45大國家（僅次於索馬里），和烏克蘭相當，略小於美國德克薩斯州。中非共和國的最高點是位於西部和喀麥隆國界處的恩加亞山，海拔高度1420米。
中非共和國大部分地區屬於熱帶氣候，北部的尖端地區面臨沙漠化問題，其他地區則面對洪水問題。中非共和國有約三分之一人口無法獲得清潔的水資源。